# Château de Purnon

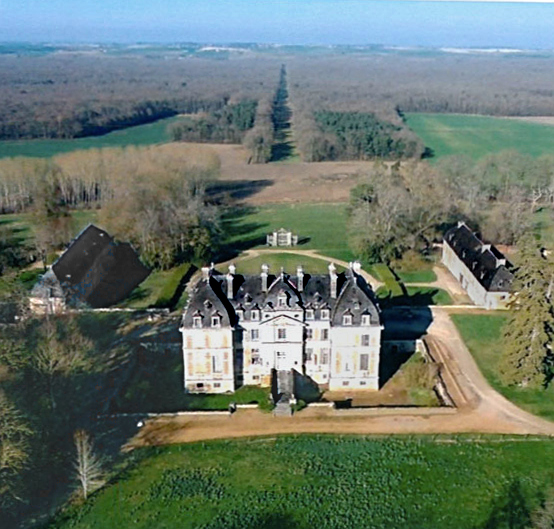
Hauptachse der Schlossanlage

Das zwischen 1771 und 1785 erbaute Château de Purnon ist ein ehemaliges Jagdschloss im französischen Département Vienne und gehört zu der 400 Einwohner zählenden Gemeinde Verrue. Wahrscheinlich stand an dieser Stelle zuvor eine andere Schlossanlage. Es steht zusammen mit den beiden wichtigsten Nebengebäuden, dem trockenen Graben, den Terrassen und dem nördlichen Eingangstor seit 1995 unter Denkmalschutz. Andere Teile des Anwesens wurden bereits 1992 unter Denkmalschutz Monument historique Inscrit MH gestellt. Das Gesamtensemble wird von privater Hand umfassend renoviert.

## Beschreibung
Zum zentralen, zweigeschossigen Baukörper gehören eine Reihe von symmetrisch darum angelegten Nebengebäuden wie Stallungen, eine Kapelle und eine Mühle sowie ein 24 ha großer Park. Das Gebäude und seine Nebengebäude zeichnen sich durch Symmetrie und Harmonie aus und sind im typischen Stil ihrer Zeit unmittelbar vor der Französischen Revolution angelegt. Laut der Direction Régionale des Affaires Culturelles (DRAC) gilt das Schloss als das schönste im Département. Zur Anlage gehören die 3 km lange Allee, die Terrassen und das monumentale Tor, die in ihrer Gesamtheit dem Schloss und den beiden 100 Meter langen Wirtschaftsgebäuden eine „große Erhabenheit verleihen“.

## Geschichte und Bauzustand

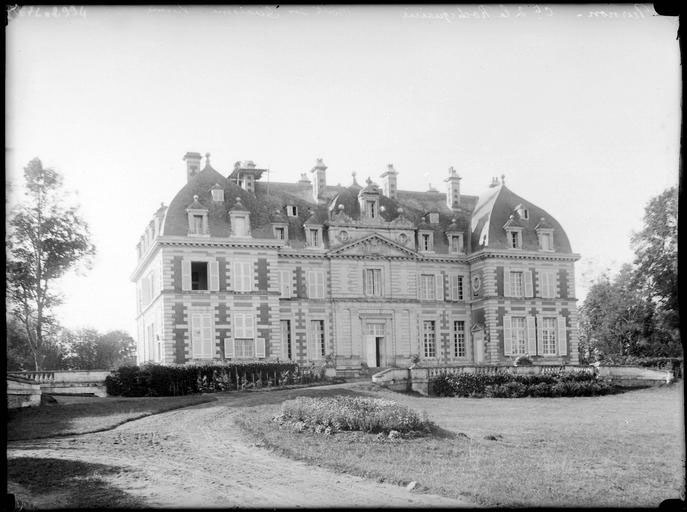
Nordostfassade vor 1919

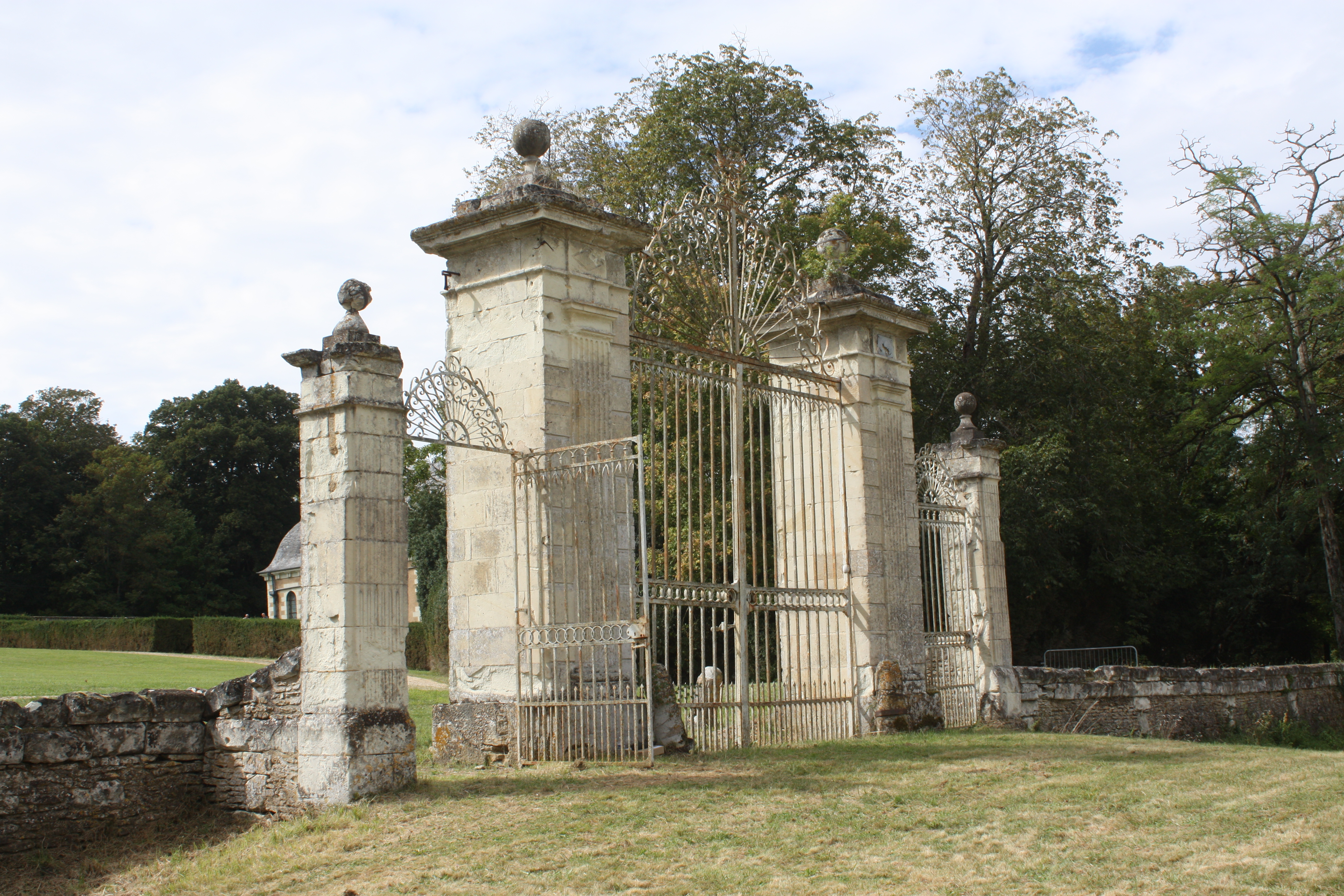
Tor zur Nordostseite in der Hauptachse. Rechts und links davon Ha-Has, die die Sicht vom Schloss auf die Landschaft freigeben. September 2023

Das Schloss wurde im Auftrag von Antoine-Charles Achard, Marquis de la Haye (1737–1816) aus hellem Sandstein errichtet. Er war Ritter des Ordre royal et militaire de Saint-Louis, 1773 Kavalleriehauptmann, dann Feldmarschall und Generalstabsadjutant der Armee der Prinzen. In einem Protokoll vom 13. Germinal II (2. April 1795) wurde festgehalten, dass das Land und der Meierhof, auf dem das bereits abgerissene Schloss Petit-Brisay gestanden hatte und dessen Herrschaft 1608 ausgestorben war, an neue Besitzer verkauft und das „Material für den Wiederaufbau des Schlosses Purnon verwendet“ worden war. Besonderes Gepräge verleiht der aufwendig gestaltete Dachstuhl in Form eines umgedrehten Schiffsrumpfes im Stil Philibert de l’Ormes, der mit Schiefer eingedeckt ist. 105 Räume dienten neben der Familie und ihren Bediensteten auch größeren Jagdgesellschaften, die im Wald von Scévolles gute Bedingungen vorfanden.
Bereits aus dem 17. Jahrhundert ist die zum Besitz gehörende, Moulin Bijard genannte Mühle, der ein Gemüsegarten vorgelagert ist. An seiner Seite steht die 1900 in der Nachfolge Auguste Bollées von E. Lebert errichtete Éolienne, eine Windpumpe, die zur Bewässerung von Schloss und Gemüsegarten diente. Der Windrotor ruht auf einer gusseisernen, zentralen Säule, die über eine spindelförmige Wendeltreppe bis zu ihrer fast 15 Meter hohen Spitze zugänglich ist. Der ganz oben angebrachte Rotor „treibt drei Kolbenpumpengehäuse an, die sich in einer runden Ädikula am Fuß des Bauwerks befinden. Die Pumpen saugen und fördern das Wasser“, das in einen 9000 Liter fassenden Tank des benachbarten, gemauerten Turms gepumpt wurde. Diese Anlage steht seit Dezember 1992 unter Denkmalschutz.
Mehrere Generationen nach Antoine-Charles Achard ging der Besitz an Daniel Jérôme Robineau, Marquis de Rochequairie (1856–1919), der mit der Windpumpe die Bewässerung der Nutzgärten einführte, eine der damals hochmodernen Anlagen, von denen heute nur noch wenige existieren. Das Schloss steht mit den beiden Wirtschaftsgebäuden, dem trockenen Graben, den Terrassen und dem nördlichen Eingangstor seit dem 10. Mai 1995 unter Denkmalschutz.
Die Nachkommenschaft des Marquis de Rochequairie wohnte bis in die 2010er Jahre im Schloss. 2020 haben die beiden Australier Timothy Holding und Felicity Selkirk das Anwesen für 800.000 Euro gekauft mit dem Ziel, das Schloss vom zuletzt beklagenswerten Zustand wieder in den Originalzustand zu versetzen. Dazu mussten sie „zwölf widerspenstige Erben, die eine starke Verbundenheit mit dem Anwesen teilten, zu einer Einigung bewegen.“
Der immense Investitionsaufwand wird weitgehend durch öffentliche Mittel gefördert oder durch Spenden finanziert. Als Liebhaber der französischen Architektur des 18. Jahrhunderts wollen die neuen Eigentümer das Schloss retten, renovieren und Besuchern zugänglich machen. Viele Gebäude oder Gebäudeteile sind bereits eingestürzt oder sehr baufällig. Weiteren Schäden durch Witterungseinflüsse wird durch ihre Maßnahmen begegnet. Die DRAC leistet dabei technische und finanzielle Unterstützung, die bis zu 60 % der Kosten abdeckt. Jährlich zum Tag des Denkmals kann sich die Öffentlichkeit über den Baufortschritt vor Ort informieren. Begleitet werden die neuen Eigentümer von Château Purnon auch von dem Kunsthistoriker und Chefarchitekten für historische Bauwerke von Schloss Versailles, Frédéric Didier (* 1960), der Purnon und die Familie Rochequairie schon früher kannte. „Große Angst“ vor dem Verfall des Gebäudes trieb ihn an. Sein Enthusiasmus veranlasste die beiden Australier, ihn für die Gesamtleitung dieses Renovationsprojekts auszuwählen.
Trotz der gewaltigen Schäden, die vor allem durch eindringendes Regenwasser entstanden sind, und der Vegetation, die in den Nebengebäuden wuchert, stellt das Gebäude einen außergewöhnlichen Schatz dar, weil in den knapp 250 Jahren seit seiner Erbauung nur wenig verändert wurde. Zwar sind viele Möbel von Wert verschwunden, doch andere Einrichtungsgegenstände, die Baudokumentation samt Schriftverkehr und selbst die blaue Textiltapete der berühmten Pariser Manufaktur Réveillon des Jean-Baptiste Réveillon (1725–1811) sind nicht nur noch vorhanden, sondern in einem erstaunlich guten Erhaltungszustand. Die Arbeiter dieser Textilfabrik, die sich wegen billiger Textilimporte aus England erhoben und die Affaire Réveillon verursachten, förderten maßgeblich die Französische Revolution.
Jeder Restaurierungsschritt erfolgt „nach den Regeln der Kunst“. Im Laufe des Jahres 2025 sollen die Außenarbeiten abgeschlossen sein.
Unterstützt wird die Arbeit auch von dem populären Fernsehmoderator Stéphane Bern (* 1963), der mit der Kulturerbe-Stiftung Mission Patrimoine eine Möglichkeit geschaffen hat, Finanzierungsquellen zu erschließen. Hauptgeldgeber war 2023 beispielsweise die teilstaatliche Lottogesellschaft, mit deren Mitteln die Dacherneuerung fertiggestellt und die Fassadenrenovierung begonnen werden konnten.